# Иранское общество робототехники
Иранское общество робототехники (перс. انجمن رباتیک ایران‎) — входит в число организаций, подчиняющихся Совету научных обществ Ирана, действующему под эгидой Министерства науки.

## Первостепенные задачи
Популяризация научных и практических исследований на национальном и международном уровнях в рамках сотрудничества исследователей и специалистов, так или иначе связанных с робототехникой, через сотрудничество с органами исполнительной власти, а также научно-исследовательскими учреждениями в сфере оценки, пересмотра и реализации обучающих, исследовательских и технологических проектов и программ, связанных с научной тематикой Общества. Предоставление услуг в области образования и научных исследований, а также консультаций по вопросам инжиниринга в сфере робототехники. Подготовка и публикация книг по научной тематике Общества, создание соответствующих стандартов, презентация научной периодики различного уровня (общие сведения, специализированные данные, информация для юношества, молодёжи и т.д.). Проведение необходимых исследований, поддержка развития прикладной робототехники в промышленных и сервисных организациях и центрах. Поощрение и помощь в создании студенческих отделений Общества при университетах и учреждениях всеобщего высшего образования, а также свободных и некоммерческих университетах. Проведение научных семинаров, симпозиумов и конкурсов и т.п. на национальном, региональном и международном уровнях, имеющих целью совершенствование знаний и умений, а также повышение творческого потенциала участников. Поощрение и чествование выдающихся исследователей, ремесленников и мастеров, так или иначе имеющих дело с научной или практической робототехникой. Создание благоприятной и искренней обстановки для обмена знаниями и умениями между членами Общества. Помощь в расширении возможностей трудоустройства на более высоком уровне. Укрепление в членах Общества творческого духа, а также способствование повышению уровня доверия, авторитета, уважения и достоинства исследователей и специалистов среди аудитории, к которой обращается Общество.

## Перспектива
Создание на национальном и международном уровнях русла для сотрудничества и обмена научно-технической информацией между мастерами и теоретиками, менеджерами и работниками промышленности и торговли, специалистами, студентами, а также всеми заинтересованными лицами, так или иначе имеющими дело с теорией и практикой робототехники, так чтобы:
1) членство в Обществе вовлечённых в эту сферу деятельности физических и юридических лиц страны, особенно студентов, считалось не только почётным, но и обязательным; 2) преимущества членства в Обществе были очевидными; 3) достижения Общества в деле повышения уровня знаний и практических навыков нельзя было отрицать; 4) авторитет Общества не вызывал никаких сомнений; 5) официальные государственные органы считали Общество заслуживающим доверия авторитетным учреждением в сфере его деятельности; 6) соответствующая отрасль промышленности пропагандировала ценности и установки Общества; 7) повышение уровня профессиональных навыков коллективной жизни и деятельности среди членов Общества были налицо.